# مهبل
المَهْبِل (في الثدييات) هو الجزء العضلي المرن من الجهاز التناسلي للأنثى. في البشر يمتد المهبل من الدهليز الفرجي حتى عنق الرحم. عادةً ما تُغطى فتحة المهبل الخارجية جزئيًا بطبقة رقيقة من الأنسجة المخاطية تسمى غشاء البكارة. في النهاية العميقة، يبرز عنق الرحم في النهاية العميقة إلى المهبل. يسمح المهبل بالاتصال الجنسي والولادة، ويعمل على توجيه تدفق الطمث الذي يحدث عند البشر والرئيسيات ذات الصلة الوثيقة بالبشر كجزء من الدورة الشهرية.
على الرغم من نقص الأبحاث حول المهبل بشكل خاص للحيوانات المختلفة إلا أن موقعه وهيكله وحجمه موثق على أنه يختلف باختلاف الأنواع. عادة ما يكون لإناث الثدييات فتحتان خارجيتان في الفرج الأولى فتحة مجرى البول للمسالك البولية والثانية فتحة المهبل للجهاز التناسلي، بخلاف ذكور الثدييات والتي عادة ما يكون لها فتحة واحدة لمجرى البول والتناسل. الفتحة المهبلية أكبر بكثير من فتحة مجرى البول القريبة وكلاهما محمي بالشفرين عند الإناث. في البرمائيات والطيور والزواحف والكظاميات يعتبر المذرق هو الفتحة الخارجية الوحيدة للجهاز الهضمي والبولي والتناسلي.
يبلغ عمق المهبل بالمتوسط حوالي 10 سم أو أربع بوصات وحجمه قابل للتمدد، وفي منتصف عنق الرحم توجد فتحة أو فم الرحم وهي الفتحة الصغيرة التي تسمح لدم الطمث بالتدفق من الرحم إلى المهبل. تتمدد الجدران العضلية للمهبل أثناء الولادة لكي تسمح بخروج المولود. يحتوي الغشاء المخاطي الذي يغطي المهبل على نهايات عصبية، وتمتاز المنطقة القريبة من فتحة المهبل وحول البظر (وهو بروز نسيجي يقع أمام مجرى البول) بحساسية مفرطة للمس. وتعمل إفرازات عنق الرحم، على ترطيب السطح الداخلي للمهبل.
تتكون قناة المهبل من جهة الخلايا من أربعة طبقات هي من الخارج إلى الداخل: طبقة من غشاء مخاطي تليها طبقة من النسيج الضام محتوية على الأوعية الدموية، الأعصاب والأنسجة المرنة، تليها طبقة عضلية، ثم طبقة من اللفافة. المهبل يحافظ على رطوبته عن طريق ارتشاح خاص من طبقة الغشاء المخاطي بالإضافة لإفرازات عنق الرحم. في فترة الخصوبة يتميز المهبل ببيئته الحمضية نسبيا (4.5) وتساعد تلك الحمضية على تعقيم المهبل وجعله بيئة غير مهيئة لأي نمو بكتيري ضار، بوجود حمض اللبنيك بالأساس والذي تفرزه بكتيريا العصية اللبنية (لاكتوباسيلوس).
قبل البلوغ وبعد سن اليأس عند النساء قد يحدث ضمور في الغشاء المبطن للمهبل وتزداد فرصة العدوى. في بعض الحالات يحدث هبوط في جدار المهبل مع تقدم السن أو بسبب الولادات المتكررة خاصه المتعسرة، كعيب خلقي أو خطأ جراحي، ويكون مصحوب بهبوط في المثانة أو المستقيم أو الاثنين معاً أو الرحم.
تزداد رطوبة المهبل أثناء الإثارة الجنسية في الإناث البشرية والثدييات الأنثوية الأخرى لاستيعاب اختراق أكثر سلاسة للمهبل أثناء الجماع أو أي نشاط جنسي آخر. توفر هذه الزيادة في الرطوبة ترطيبا للمهبل مما يقلل من الاحتكاك والألم. يخلق نسيج جدران المهبل احتكاكًا للقضيب أثناء الجماع ويحفزه على القذف مما يسمح بالإخصاب. يمكن أن تؤدي الممارسات الجنسية غير الآمنة إلى الإصابة بالأمراض المنقولة جنسيًا.

## علم أصول الكلمات والتعريف
مصطلح مهبل مشتق من اللغة اللاتينية والذي يعني «غمد» أو «غلاف». قد يُشار إلى المهبل أيضًا باسم قناة الولادة في سياق المواضيع التي تتحدث عن الحمل والولادة. على الرغم من أن مصطلح «المهبل» في القواميس والكتب التشريحية يشير حصريًا إلى البنية الداخلية المحددة، إلا أنه يستخدم بالعامية للإشارة إما إلى الفرج أو إلى المهبل والفرج معًا.
يمكن أن يؤدي استخدام مصطلح المهبل للدلالة على «الفرج» إلى حدوث ارتباك طبي أو قانوني؛ على سبيل المثال قد لا يتطابق تفسير أحد الأشخاص لمكانه مع تفسير شخص آخر. من الناحية الطبية فإن إحدى أوصاف المهبل هو أنه القناة الواقعة بين غشاء البكارة (أو بقايا غشاء البكارة) وعنق الرحم، في حين أن الوصف القانوني له هو أنه يبدأ من الفرج (بين الشفرين). يعتمد الباحثون على استعمال المصطلحات الصحيحة لوصف الفرج لأن الفهم الأفضل للأعضاء التناسلية الأنثوية يمكن أن يساعد في منع الأذى الجنسي والنفسي فيما يتعلق بنمو الإناث.

## البنية

### علم التشريح العياني

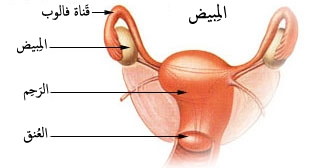
الجهاز التناسلي عند الأنثى

المهبل هو قناة عضلية مرنة تمتد من الفرج إلى عنق الرحم. تقع فتحة المهبل في المثلث البولي التناسلي وهو المثلث الأمامي للعجان ويتكون أيضًا من فتحة مجرى البول والأجزاء المرتبطة بالأعضاء التناسلية الخارجية. تتحرك القناة المهبلية للأعلى وللخلف بين مجرى البول في الأمام والمستقيم في الخلف. أما بالقرب من الجزء العلوي من المهبل فيبرز عنق الرحم إلى داخل المهبل على سطحه الأمامي بزاوية 90 درجة تقريبًا. يعمل الشفرين على حماية الفتحات المهبلية والإحليل.

### فتحة المهبل وغشاء البكارة
تقع الفتحة المهبلية في النهاية الخلفية من الدهليز الفرجي خلف فتحة مجرى البول. عادةً ما تكون فتحة المهبل مغطاة بواسطة الشفرين الصغيرين (الشفاه المهبلية)، ولكن قد يتم كشفها بعد الولادة المهبلية.
غشاء البكارة هو طبقة رقيقة من النسيج المخاطي تحيط بفتحة المهبل أو تغطيها جزئيًا. يؤثر الجماع والولادة على غشاء البكارة بشكل مختلف، فقد يختفي تمامًا في حال فض البكارة، أو قد يتبقى أجزاء قليلة منه تعرف باسم لُحَيماتُ البَكارَة (carunculae myrtiformes)، أو قد يعود إلى وضعه الطبيعي السابق لكونه مرنا للغاية، بالإضافة إلى ذلك قد يتمزق غشاء البكارة بسبب المرض أو الإصابة أو الفحص الطبي أو ممارسة العادة السرية أو ممارسة بعض التمارين البدنية. لذا لا يمكن تحديد العذرية بشكل نهائي من خلال فحص غشاء البكارة.

### الأشكال والحجم

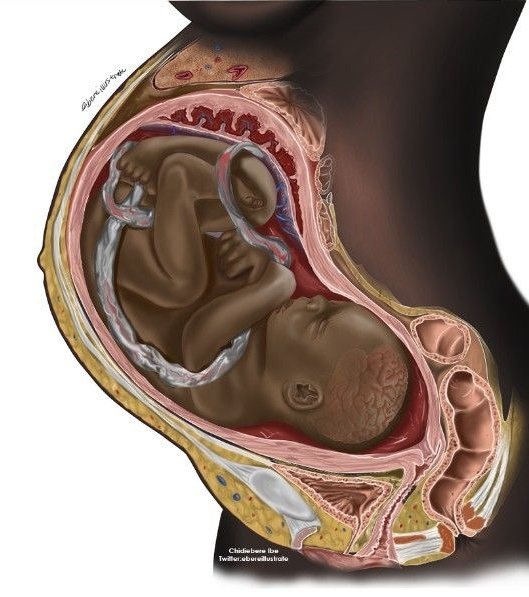
مقطع عرضي للرحم يبين تموضع الجنين فيه حيث يكون رأس الجنين هو الأقرب إلى المهبل.

يختلف طول المهبل بين النساء في سن الإنجاب، وبسبب وجود عنق الرحم في الجدار الأمامي فإن طول الجدار الأمامي للمهبل يبلغ حوالي 7.5 سم (2.5 إلى 3 بوصات)، بينما يبلغ طول الجدار الخلفي حوالي 9 سم (3.5 بوصات). أثناء الإثارة الجنسية يتمدد المهبل بالطول والعرض. عندما تقف المرأة بشكل مستقيم، فإن القناة المهبلية تتجه للأعلى وللخلف وتشكل زاوية 45 درجة مع الرحم. يختلف حجم فتحة المهبل وغشاء البكارة أيضًا، غالبًا ما يكون غشاء البكارة على شكل هلال، ولكن هناك العديد من الأشكال الأخرى الممكنة.

### التمايز والنمو
هناك نظريات مختلفة حول الأصل الجنيني للمهبل. وفقًا للوصف الذي ذكره العالم كوف عام 1933، فإن الثلثين العلويين من المهبل يتطوران من الجزء الذيلي من قناة مولريان، بينما ينشأ الجزء السفلي من الجيب البولي التناسلي. تشمل وجهات النظر الأخرى وصف بولمر لعام 1957 بأن الظهارة المهبلية تنشأ فقط من ظهارة الجيب البولي التناسلي، بالإضافة إلى الأبحاث التي أجراها العالم ويتشي عام 1970 والتي أعادت فحص ما ذكره العالم كوف سابقا وتوصلت إلى استنتاج مفاده أن النتوئات الجيبية المهبلية هي نفسها الأجزاء السفلية من قنوات ولفيان، استعرض العالم روبوي وآخرون نظريات كوف وبولمر، ودعموا وصف بولمر في ضوء أبحاثهم الخاصة، هذه الخلافات في الآراء ناتجة عن تعقيد الأنسجة المترابطة وعدم وجود نموذج حيواني يمكن أن يمثل بدقة نمو المهبل البشري. ولهذا السبب فإن دراسة تطور المهبل البشري مستمرة وقد تساعد في حل البيانات المتضاربة.

### علم التشريح المجهري
يتكون جدار المهبل (من التجويف إلى الخارج) أولاً من: غشاء مخاطي من نسيج طلائي حرشفي طبقي غير متقرن وصفيحة مخصوصة (طبقة رقيقة من النسيج الضام) تحتها. ثانيًا: طبقة من العضلات الملساء بها حزم من الألياف الدائرية داخلية للألياف الطولية (التي تمتد بشكل طولي)، وأخيرًا طبقة خارجية من النسيج الضام تسمى الغلالة البرانية. بعض المراجع الطبية تذكر وجود أربع طبقات لجدار المهبل، إذ أنها تعتبر الطبقتين الفرعيتين للغشاء المخاطي (الظهارة والصفيحة المخصوصة) طبقتين منفصلتين.
الطبقة العضلية الملساء داخل المهبل لها قوة تقلص ضعيفة يمكن أن تسبب بعض الضغط في تجويف المهبل. تأتي قوة الانقباض الأقوى (مثل تلك التي تحدث أثناء الولادة) من عضلات قاع الحوض المرتبطة بالغلالة البرانية المحيطة بالمهبل.

### تروية الدم والأعصاب

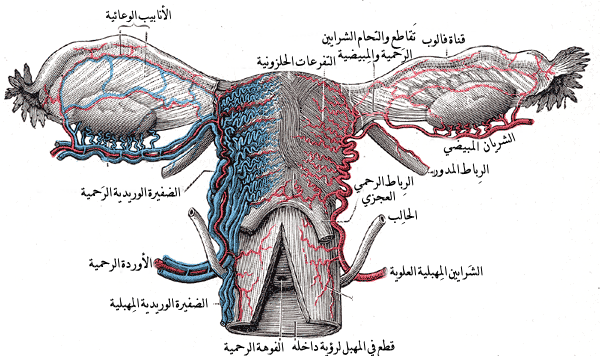
الأوعية الدموية الخاصة بالرحم

يتدفق الدم إلى المهبل بشكل رئيسي عن طريق الشريان المهبلي الذي ينبثق من فرع من الشريان الحرقفي الغائر أو الشريان الرحمي، تتصل الشرايين المهبلية المتفاغرة على طول جانب المهبل بفرع عنق الرحم من الشريان الرحمي على طول الجانب المهبلي وتشكل الفروع المهبلية للشريان الرحمي  الذي يقع على خط الوسط للمهبل الأمامي والخلفي. تشمل الشرايين الأخرى التي تغذي المهبل شريان المستقيم الأوسط والشريان الفرجي الغائر وجميع فروع الشريان الحرقفي الغائر. تصاحب هذه الشرايين ثلاث مجموعات من الأوعية اللمفاوية: المجموعة العليا ترافق الفروع المهبلية للشريان الرحمي، والمجموعة الوسطى ترافق الشرايين المهبلية، والمجموعة السفلية تستنزف الغدد اليمفاوية من المنطقة خارج غشاء البكارة إلى الغدد الليمفاوية الأربية. ما يقارب 95% من القنوات اللمفاوية للمهبل تقع في نطاق 3 مم من سطح المهبل.
يخرج الدم من المهبل عن طريق وريدين رئيسيين أحدهما على اليسار والآخر على اليمين. الضفيرة الوريدية المهبلية هي شبكة من الأوردة الدقيقة على جانبي المهبل تتصل بضفائر وريدية مماثلة في الرحم والمثانة والمستقيم. وكلها في نهاية المطاف تفرغ في الوريد الحرقفي الغائر.
يتم توفير التغذية العصبية للمهبل العلوي من خلال الجهاز العصبي الودي والجهاز العصبي اللاودي في الضفيرة الخثلية السفلية. يتغذى الجزء السفلي من المهبل عن طريق العصب الفرجي.

## الوظيفة

### الإفرازات
مصدر الإفرازات المهبلية بشكل أساسي هو من الرحم وعنق الرحم والظهارة المهبلية بالإضافة إلى ترطيب المهبل من غدة بارتولين عند الإثارة الجنسية. يحتاج المهبل إلى القليل من الإفراز المهبلي ليصبح رطبا؛ قد تزداد الإفرازات أثناء الإثارة الجنسية أو في منتصف الحيض أو قبلها بقليل أو أثناء الحمل. الحيض (المعروف أيضًا باسم الدورة الشهرية) هو إفراز منتظم للدم والأنسجة المخاطية (المعروفة باسم menses) من البطانة الداخلية للرحم عبر المهبل. يختلف الغشاء المخاطي المهبلي في سمكه وتركيبه خلال الدورة الشهرية، وهو تغيير طبيعي ومنتظم يحدث في الجهاز التناسلي الأنثوي (تحديدًا الرحم والمبايض) مما يجعل الحمل ممكنًا. تتوفر منتجات النظافة المختلفة مثل السدادات القطنية وأكواب الدورة الشهرية والفوط الصحية لامتصاص الحيض.
كان هناك اعتقاد سابق بأن غدد بارثولين الواقعة بالقرب من فتحة المهبل هي المصدر الأساسي لترطيب المهبل، لكن الدراسات اللاحقة أظهرت أنها تساهم ببضع قطرات فقط من المخاط. الإفراز المهبلي ينتج في الغالب عن طريق تسرب البلازما المعروف باسم الارتشاح من جدران المهبل. يتشكل هذا الإفراز في البداية على شكل قطرات شبيهة بالعرق، وينتج عن زيادة ضغط السوائل في أنسجة المهبل (احتقان الأوعية)، مما يؤدي إلى إطلاق البلازما على شكل ارتشاح من الشعيرات الدموية عبر الظهارة المهبلية.
تفرز الغدد المخاطية داخل عنق الرحم قبل وأثناء التبويض أنواعًا مختلفة من المخاط، مما يوفر بيئة قلوية خصبة في القناة المهبلية ويساعد على بقاء الحيوانات المنوية حية. بعد انقطاع الطمث، يقل ترطيب المهبل طبيعيًا.

### النشاط الجنسي
يمكن أن يتسبب تنشيط النهايات العصبية المهبلية أثناء النشاط الجنسي بالشعور بالنشوة والأحاسيس المبهجة. قد تشعر النساء بالنشوة إما في منطقة واحدة من المهبل أو من الشعور بالحميمية والامتلاء أثناء الإيلاج. ولأن المهبل يحتوي على القليل من النهايات العصبية، فالنساء في كثير من الأحيان لا يصلن إلى الإثارة الجنسية أو النشوة الجنسية بشكل كافي من خلال الإيلاج المهبلي وحده. أشارت بعض الدراسات إلى وجود تركيز للنهايات العصبية قريبًا من مدخل المهبل (الثلث الخارجي أو الثلث السفلي) مما يتسبب بالشعور بالإثارة في تلك المنطقة، إلا أن بعض الدراسات الأخرى التي أجريت على النهايات العصبية في جدار المهبل خلصت إلى عدم وجود منطقة محددة تحتوي على كثافة أعلى من النهايات العصبية. بينما ذكرت أبحاث أخرى أن بعض النساء فقط لديهن كثافة أكبر من النهايات العصبية في جدار المهبل الأمامي. وبسبب قلة النهايات العصبية في المهبل فإن النساء يكن قادرات على احتمال ألم الولادة بشكل ملحوظ.

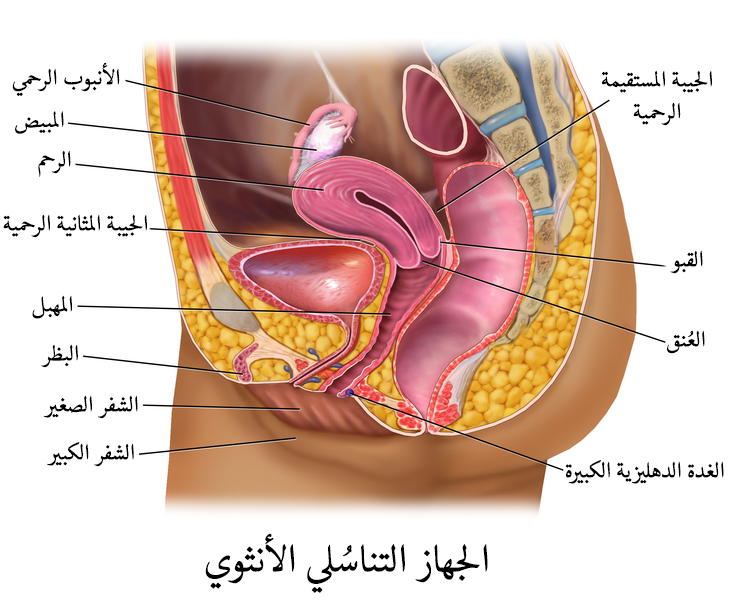
الجهاز التناسلي الأنثوي

بالنسبة لغالبية النساء، يتطلب الوصول إلى النشوة الجنسية تحفيزًا مباشرًا للبظر، الذي يلعب دورًا في تحفيز المهبل، وهوعضو جنسي مكون من نسيج متعدد الأسطح يحوي على الكثير من النهايات العصبية، ويرتبط على نطاق واسع بقوس العانة ويحتوي على كمية كبيرة من الأنسجة التي تدعم الشفرين. تشير الأبحاث إلى أن البظر يشكل كتلة نسيجية مع المهبل، قد يكون هذا النسيج أكثر اتساعًا لدى بعض النساء من غيرهن، مما قد يساهم في حدوث هزات الجماع المهبلية.
ترطب جدران المهبل أثناء الإثارة الجنسية خاصة عند تحفيز البظر. يحدث الترطيب بعد عشر إلى ثلاثين ثانية من التحفيز الجنسي ويزداد مقداره كلما طالت فترة الإستثارة. يقلل الترطيب من الاحتكاك أو الإصابة التي يمكن أن تنتج عن الإيلاج أو أي اختراق آخر للمهبل أثناء النشاط الجنسي. يزداد طول المهبل أثناء الإثارة ويمكن أن يطول أكثر كاستجابة للضغط؛ فمجرد أن تصل المرأة إلى قمة النشوة الجنسية، يتمدد المهبل بالطول والعرض بينما يتقلص عنق الرحم.
هناك منطقة في المهبل قد تكون منطقة مثيرة للشهوة الجنسية وهي بقعة جي. تُعرف هذه البقعة عادةً من موقعها عند الجدار الأمامي للمهبل على بعد بضع بوصات من المدخل، بعض النساء يشعرن بمتعة شديدة ويصلن أحيانًا للنشوة الجنسية إذا تم تحفيز هذه المنطقة أثناء النشاط الجنسي. قد تتسبب إثارة بقعة جي للوصول إلى النشوة الجنسية بالقذف عن الإناث، مما دفع بعض المهنيين الطبيين والباحثين إلى الإعتقاد بأن غدة سكين (التي تكافئ غدة البروستات عند الرجل) هي المكان الذي تنشأ منه متعة بقعة جي بدلاً من أي منطقة محددة من جدار المهبل، بينما يعتقد باحثون آخرون أن العلاقة بين غدد سكين ببقعة جي ضعيفة. لا يزال وجود بقعة جي (ووجودها كهيكل مميز) محل نزاع لأن الأبحاث عن موقعها يمكن أن تختلف من امرأة إلى أخرى، ويبدو أنها غير موجودة لدى بعض النساء، ويفترض أنها امتداد للبظر ولذلك فهي سبب حدوث هزات الجماع عن طريق المهبل.

### الولادة
المهبل هو القناة لولادة الطفل (الولادة المهبلية). فعند اقتراب المخاض قد تظهر عدة علامات بما في ذلك الإفرازات المهبلية وتمزق الأغشية (نزول الماء)، وينتج عن هذا الأخير تدفق سريع أو قليل للسائل الأمنيوسي من المهبل. يحدث نزول الماء عادة في بداية المخاض، وقد يحدث قبل المخاض (في 10٪ من الحالات) إذا كان هناك تمزق سابق لأوانه في الأغشية.

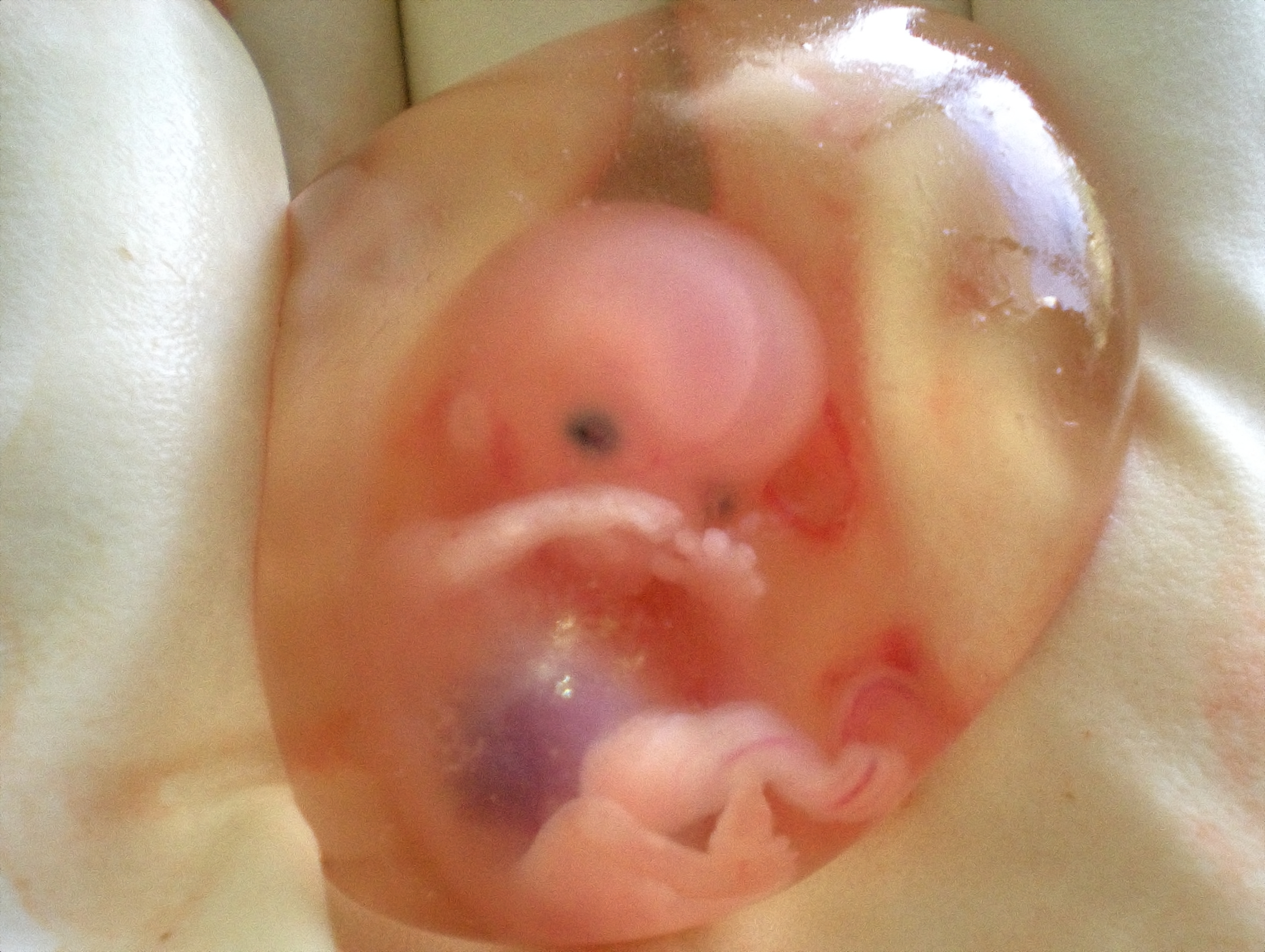
صورة لجنين بشري محاطًا بالسائل الأمنيوسي

بالنسبة للنساء اللواتي يلدن للمرة الأولى؛ عادة ما يتم تشخيص انقباضات براكستون هيكس (المخاض الكاذب) بشكل خاطئ على أنها تقلصات فعلية، بينما هي في الواقع وسيلة للجسم للاستعداد للولادة الحقيقية، إذ لا تشير هذه الإنقباضات إلى بداية المخاض، لكنها عادة ما تكون قوية جدًا في الأيام التي تسبق المخاض.
عندما تبدأ التقلصات يفقد الجنين دعم عنق الرحم، وعندما يصل اتساع عنق الرحم إلى 10 سم لاستيعاب رأس الجنين عندها ينتقل الرأس من الرحم إلى المهبل. يتمدد المهبل إلى عدة أضعاف عرضه الطبيعي أثناء المخاض بفضل مرونته.
تعتبر الولادات المهبلية أكثر شيوعًا، ولكن إذا كان هناك خطر حدوث مضاعفات يمكن إجراء عملية قيصرية. بعد الولادة بقليل يكون الغشاء المخاطي المهبلي محتويًا على تراكم غير طبيعي للسوائل (وذمة) ورقيقًا مع وجود القليل من الغضون. يثخن الغشاء المخاطي ويعود الغضون خلال ثلاثة أسابيع تقريبًا بمجرد استعادة المبيضين لوظيفتهما المعتادة واستعادة تدفق الإستروجين، بعد ستة إلى ثمانية أسابيع بعد الولادة وهي الفترة المعروفة باسم (فترة ما بعد الولادة)، تتسع فتحة المهبل وترتخي حتى تعود إلى حالتها التقريبية قبل الحمل، ومع ذلك يظل المهبل أكبر حجمًا مما كان عليه في السابق.
بعد الولادة، يتدفق نوع من الإفرازات المهبلية يسمى السائل النفاسي والذي يختلف من إمراة لأخرى من حيث الكمية وفترة خروجه والتي يمكن أن تستمر لمدة تصل إلى ستة أسابيع.

### الجراثيم المهبلية
الفلورا المهبلية (النبيت المهبلي) هو نظام بيئي معقد يتغير طوال الحياة من الولادة وحتى سن اليأس. توجد الجراثيم المهبلية في الطبقة الخارجية للظهارة المهبلية وعليها. يتكون هذا الميكروبيوم من أنواع وأجناس لا تسبب عادةً أعراضًا أو عدوى لدى النساء ذوات المناعة الطبيعية. تهيمن أنواع العصيات اللبنية على الميكروبيوم المهبلي. تستقلب هذه الأنواع الغلايكوجين وتحوله إلى سكر. تستقلب العصيات اللبنية السكر إلى جلوكوز وحمض اللاكتيك. يخضع النظام البيئي المهبلي تحت تأثير الهرمونات مثل هرمون الاستروجين والبروجسترون والهرمون المنبه للجريب (FSH) لتغييرات دورية أو زمنية.

## الأهمية السريرية

### فحوصات الحوض
يمكن تقييم صحة المهبل أثناء فحص الحوض إلى جانب صحة معظم أعضاء الجهاز التناسلي للأنثى. قد تشمل هذه الفحوصات اختبار عنق الرحم (أو مسحة عنق الرحم). في الولايات المتحدة يوصى بفحص عنق الرحم بدءًا من سن 21 عامًا حتى سن 65 عامًا. ومع ذلك لا توصي دول أخرى بإجراء اختبار عنق الرحم لدى النساء غير النشيطات جنسيًا. تختلف المبادئ التوجيهية بشأن تكرار الفحص هل هو كل ثلاث سنوات أم خمس سنوات. قد يكون الفحص الروتيني للحوض على النساء البالغات غير الحوامل اللواتي يفتقرن إلى الأعراض أكثر ضررًا من النفع. النتيجة الطبيعية أثناء فحص الحوض للمرأة الحامل هي وجود مسحة مزرقة في جدار المهبل.

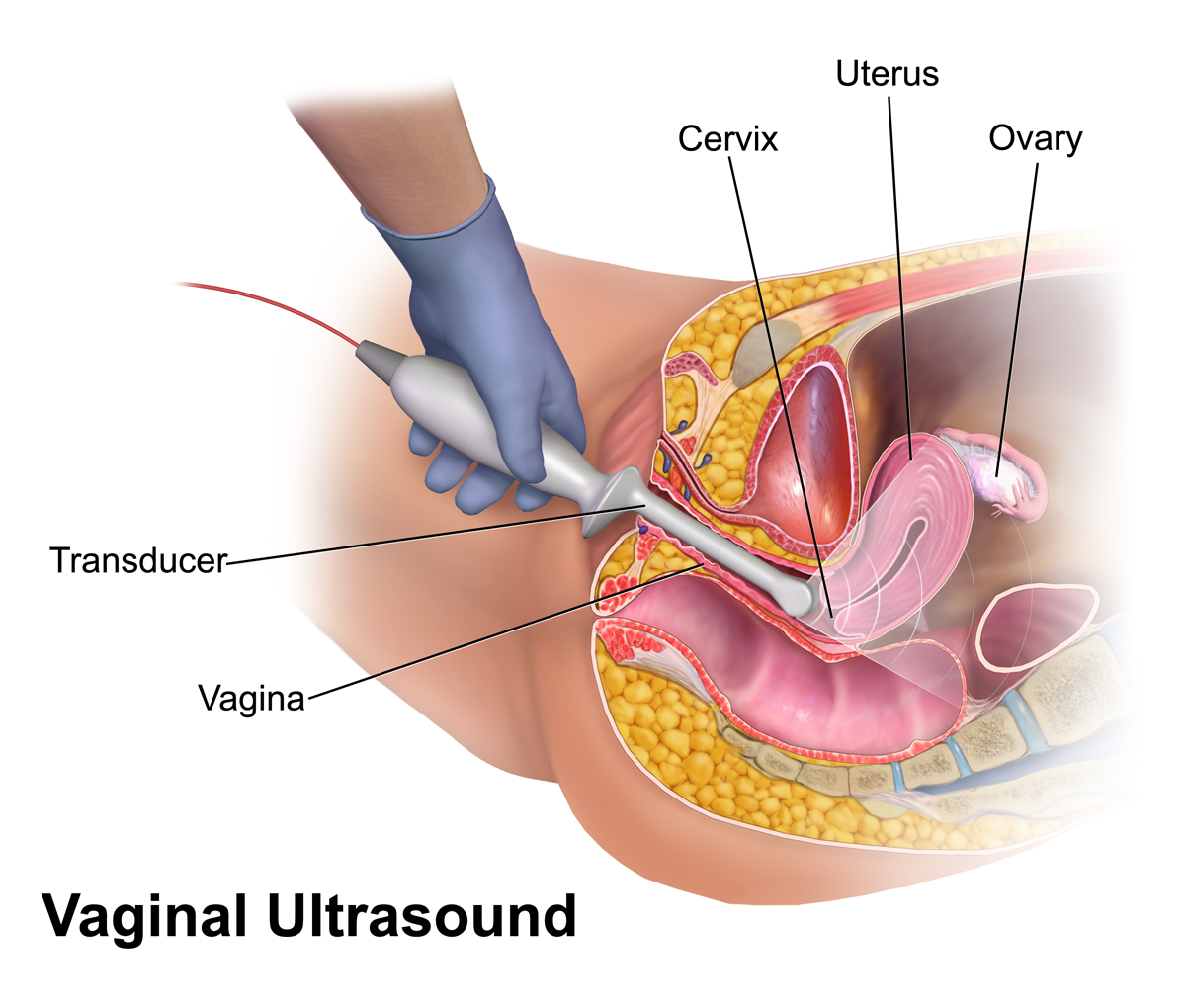
فحص المهبل باستخدام جهاز الموجات فوق الصوتية

تجرى فحوصات الحوض عادةً عندما تكون هناك أعراض غير مفهومة للإفرازات أو عدم الراحة أو النزيف غير المتوقع أو مشاكل في المسالك البولية، أثناء فحص الحوض يتم تقييم فتحة المهبل من حيث الموضع والتناسق ووجود غشاء البكارة والشكل، وقبل إدخال المنظار يتم فحص المهبل داخليًا من قبل شخص مختص بأطراف أصابع مرتديًا قفازًا للبحث عن أي ضعف أو كتل أو عقيدات مما يسمح بملاحظة الالتهاب والإفرازات إن وجدت. وفي نفس الوقت يتم تحسس غدد سكين وبارثولين لتحديد ما إذا كانت هذه الأنسجة فيها تشوهات، وبعد اكتمال فحص المهبل، يتم إدخال المنظار (وهو أداة لمشاهدة الأنسجة الداخلية) برفق لجعل عنق الرحم مرئيًا. يمكن أيضًا إجراء فحص المهبل أثناء فحص تجويف الجسم.
يمكن أن يتعرض المهبل لجروح أو إصابات أخرى في حالات الاعتداء الجنسي أو أي نوع آخر من العنف الجنسي (كالاغتصاب مثلًا). وقد تكون هذه الإصابات شبيه بالتمزقات والكدمات والتهابات وسحجات، كما يمكن أن يؤدي الاعتداء الجنسي باستخدام الأدوات إلى ضرر شديد في المهبل وقد يكشف فحص الأشعة السينية عن وجود أجسام غريبة داخله. قد يتم تضمين فحص الحوض في الحالات التي تستوجب تقييم مدى شدة الإعتداء الجنسي، بالنسبة للنساء الحوامل اللاتي تعرضن لحمل شديد الخطورة فيتوجب عليهن أن يخضعن لفحوصات الحوض بشكل دوري.

### الأدوية
إعطاء الدواء عن طريق المهبل هي إحدى طرق تناول الدواء يتم فيها إدخال الدواء في المهبل على شكل كريم أو قرص، من الناحية الدوائية فإن هذه الطريقة توفر فائدة دوائية محتملة عند مقارنتها بطرق الإعطاء البديلة تتمثل في تعزيز التأثيرات العلاجية في المقام الأول في المهبل أو الأنسجة المحيطة به (مثل الجزء المهبلي من عنق الرحم). غالبًا ما يتم إعطاء الإستروجين وموانع الحمل والبروبرانولول ومضادات الفطريات بهذه الطريقة، وكذلك الأدوية المستخدمة لإنضاج عنق الرحم والحث على المخاض. بالإضافة إلى ذلك يمكن استخدام الحلقات المهبلية لتوصيل الأدوية (مثل تحديد النسل في حلقات منع الحمل المهبلية) والتي يتم إدخالها في المهبل لتوفيرمستويات ثابتة وقليلة ومستمرة من الدواء للمهبل وبقية الجسم.
وقبل خروج الرضيع من الرحم يمكن إعطاء الأم حقنة لتسكين الآلام أثناء المخاض عن طريق جدار المهبل وبالقرب من العصب الفرجي، إذ يحتوي هذا العصب على ألياف حركية وحسية متصلة بعضلات الحوض، لذا فإن تخدير العصب الفرجي يخفف من آلام الولادة، بينما لا يسبب الدواء أي ضرر للطفل وليس له آثار جانبية كبيرة.

### العدوى والأمراض والجنس الآمن
تشمل التهابات أو أمراض المهبل: التهاب المهبل الفطري والتهاب المهبل والأمراض المنقولة جنسياً والسرطان. توفر بكتيريا لاكتوباسيلوس جاسيري (Lactobacillus gasseri) وأنواع من العصية اللبنية الأخرى في النبيت المهبلي بعض الحماية من العدوى من خلال إفرازها للبكتريوسينات وبيروكسيد الهيدروجين. المهبل السليم للمرأة في سن الإنجاب حمضي، ودرجة حموضته تتراوح عادة بين 3.8 و 4.5. هذا الانخفاض في الرقم الهيدروجيني يمنع نمو العديد من سلالات الميكروبات المسببة للأمراض. قد يتأثر التوازن الحمضي للمهبل أيضًا بالحمل والحيض ومرض السكري أو غيره من الأمراض أو بحبوب منع الحمل وبعض المضادات الحيوية وسوء التغذية والإجهاد (مثل قلة النوم). إن أي من هذه التغييرات في التوازن الحمضي للمهبل قد يساهم في الإصابة بالتهاب المهبل الفطري. كما يمكن أن ترتفع درجة الحموضة لأعلى من 4.5 بسبب فرط نمو البكتيريا كما هو الحال في التهاب المهبل الجرثومي أو في عدوى داء المشعرات الطفيلية وكلاهما له نفس أعراض التهاب المهبل. يرتبط الخطر المتزايد لنتائج الحمل السلبي بالنبيت المهبلي الذي يعد موطنًا لمجموعة متنوعة من البكتيريا المسببة لالتهاب المهبل البكتيري. يمكن جمع عينات السائل المهبلي أثناء فحص الحوض للتحقق من وجود عدوى أو أمراض منقولة جنسيًا.
يقوم المهبل بعملية التطهير الذاتي، لذا فهو لا يحتاج عادة إلى نظافة من نوع خاص. لا يشجع الأطباء عمومًا على القيام بالدش المهبلي للحفاظ على صحة الفرج، وبما أن الفلورا المهبلية توفر الحماية من المرض؛ فإن أي خلل في هذا التوازن قد يؤدي إلى العدوى والإفرازات غير الطبيعية. يمكن أن يكون لون ورائحة الإفرازات المهبلية بالإضافة إلى أي أعراض مصاحبة مثل الحرق أو التهيج بمثابة علامة على وجود عدوى مهبلية. قد يكون سبب الإفرازات المهبلية غير الطبيعية هو الأمراض المنقولة بالاتصال الجنسي، والسكري والدش المهبلي والصابون المعطر وحمامات فقاعات الصابون وحبوب منع الحمل والتهاب المهبل الفطري (الناتج عادة عن استخدام المضادات الحيوية) أو أي شكل آخر من أشكال التهاب المهبل.
ففي حين أن التهاب المهبل هو التهاب ناتج عن عدوى أو مشاكل هرمونية أو مهيجات، فإن التشنج المهبلي هو شد لا إرادي لعضلات المهبل أثناء الإيلاج ناتج عن منعكس عصبي أو مرض. عادة ما تكون الإفرازات المهبلية الناتجة عن الفطريات سميكة كريمية اللون وعديمة الرائحة، في حين أن الإفرازات الناتجة عن التهاب المهبل البكتيري تكون رمادية-بيضاء اللون، والإفرازات الناتجة عن داء المشعرات عادة ما تكون رمادية اللون رقيقة في الاتساق ولها رائحة شبيه برائحة السمك، حوالي 25٪ من حالات داء المشعرات يكون لون الافرازات فيها أصفر-أخضر. كما يعد فيروس نقص المناعة البشرية (الإيدز) وفيروس الورم الحليمي البشري (HPV) والهربس التناسلي وداء المشعرات بعض الأمراض المنقولة بالاتصال الجنسي التي قد تؤثر على المهبل.

### آثار التقدم في العمر والولادة
ترتبط درجة حموضة المهبل ارتباطًا وثيقًا بالعمر ومستويات الهرمونات. تتأثر هذه المستويات بالإستروجين والجليكوجين والعصيات اللبنية. عند الولادة يكون المهبل حامضيًا بدرجة حموضة تقارب 4.5، ويتوقف عن كونه حمضيًا بعد ثلاثة إلى ستة أسابيع من الولادة ليصبح قلويًا. متوسط درجة الحموضة المهبلية 7.0 عند الفتيات قبل سن البلوغ.
يستمر الشفران في النمو عند الفتيات اللواتي تتراوح أعمارهن بين سبع إلى اثني عشر عامًا تقريبًا وتزداد سماكة غشاء البكارة واستطالة المهبل إلى حوالي 8 سم، كما يثخن الغشاء المخاطي المهبلي ويصبح الرقم الهيدروجيني المهبلي حامضيًا مرة أخرى، وقد تعاني الفتيات أيضًا من إفرازات مهبلية بيضاء رقيقة تسمى الثر الأبيض.
تتشابه الكائنات الحية الدقيقة المهبلية لدى المراهقات اللاتي تتراوح أعمارهن بين 13 و 18 عامًا مع النساء في سن الإنجاب  اللواتي لديهن متوسط درجة حموضة مهبلية من 3.8 إلى 4.5، درجة الحموضة المهبلية أثناء انقطاع الطمث هي 6.5-7.0 (بدون العلاج بالهرمونات البديلة) أو 4.5-5.0 مع العلاج بالهرمونات البديلة.
ينتج جسم الأنثى كمية أقل من الإستروجين بعد انقطاع الطمث، مما يتسبب في حدوث التهاب المهبل الضموري (ترقق والتهاب جدران المهبل)، والذي يمكن أن يؤدي بدوره إلى حكة المهبل أو الشعور بالحرقة أو النزيف أو الألم أو جفاف المهبل (قلة الإفرازات).
يمكن أن يسبب جفاف المهبل شعورًا بعدم الراحة أو الألم أثناء الجماع. تعتبر الهبات الساخنة أيضًا من علامات سن اليأس. يؤثر انقطاع الطمث أيضًا على تكوين التراكيب الداعمة للمهبل، ويصبح عدد هياكل الأوعية الدموية أقل مع تقدم العمر. تتغير أنواع معينة من الكولاجين في التركيب والنسب، يُعتقد أن ضعف الهياكل الداعمة للمهبل يرجع إلى التغيرات الفسيولوجية في هذا النسيج الضام.

### العمليات الجراحية

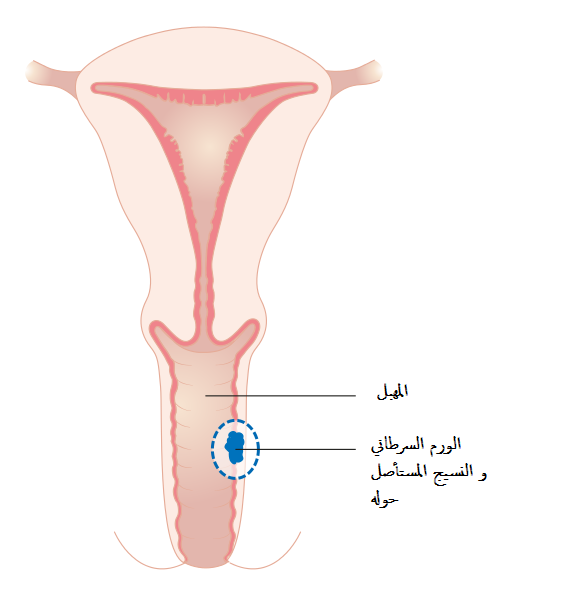
جراحة موضعية لاستئصال سرطان المهبل.

قد يتغير شكل المهبل بما في ذلك فتحة المهبل نتيجة العمليات الجراحية مثل بضع الفرج أو استئصال المهبل أو رأب المهبل أو رأب الشفرين. عادةً ما يتم إجراء عملية تجميل المهبل على الكبيرات في السن واللواتي أنجبن الأطفال. يعد الفحص الشامل للمهبل قبل إجراء عملية تجميل المهبل أمرًا ضروريا، كما يجب مراجعة طبيب متخصص بأمراض النساء والمسالك البولية لتشخيص أي اضطرابات مهبلية محتملة. فيما يتعلق بعملية تجميل الشفرين الصغيرين، فإن تصغير الشفرين الصغيرين عملية سريعة وغير مؤلمة ومضاعفاتها طفيفة ونادرة ويمكن تصحيحها. أما الندوب الناتجة عن العملية فهي ضئيلة، ولا يوجد أي مضاعفات طويلة الأمد.
في عملية بضع الفرج، يتم إجراء شق جراحي خلال المرحلة الثانية من المخاض لتوسيع فتحة المهبل حتى يخرج الطفل من خلالها، على الرغم من أن إجراء هذه العملية الروتينية لم يعد موصى بها، وقد تبين أن عدم إجراء بضع الفرج له نتائج أفضل من بضع الفرج، فهو أحد أكثر الممارسات الطبية شيوعًا التي يتم إجراؤها على النساء. يُحدَث الشق من خلال الجلد والظهارة المهبلية والدهون تحت الجلد والعجان وعضلات العجان السطحية المستعرضة ويمتد من المهبل إلى فتحة الشرج. يمكن أن تكون عملية شق العجان مؤلمة بعد الولادة. غالبًا ما تبلغ النساء عن الألم أثناء الجماع لمدة تصل إلى ثلاثة أشهر بعد إصلاح التمزق أو بضع الفرج. تؤدي بعض التقنيات الجراحية إلى ألم أقل من غيرها. النوعان اللذان يتم إجراؤهما بالعجان هما الشق (القطع) الإنسي والشق الأوسط الجانبي. الشق الإنسي هو قطع عمودي بين المهبل والشرج وهو الأكثر شيوعًا، أما الشق الأوسط الجانبي فيكون بين المهبل بزاوية معينة وعادة لا يمتد الشق حتى فتحة الشرج. يستغرق القطع المتوسط الجانبي وقتًا أطول للشفاء من القطع الإنسي.
استئصال المهبل هو عملية جراحية لإزالة المهبل كاملاً أو جزء منه، وعادة ما يلجأ الطبيب لهذه العملية لعلاج الأورام الخبيثة. يمكن أن تؤدي إزالة بعض أو كل الأعضاء التناسلية إلى تلف الأعصاب وظهور ندبات أو التصاقات، وقد تتأثر القدرة الجنسية أيضًا نتيجة لذلك كما هو الحال في بعض جراحات سرطان عنق الرحم. يمكن أن تتسبب هذه العمليات الجراحية بالألم وتأثر على مرونة وترطيب المهبل والإثارة الجنسية. غالبًا ما تزول هذه المشاكل الصحية بعد عام واحد من إجراء الجراحة ولكنها قد تستغرق وقتًا أطول.

### العيوب والقضايا الصحية الأخرى
عيوب المهبل الخلقية (أو الشذوذ المهبلي) هي تشوهات أو عيوب في المهبل تؤدي إلى وجود مهبل غير طبيعي أو غائب. الشذوذ المهبلي الانسدادي الأكثر شيوعًا هو غشاء البكارة غير المثقوب، وهو عيب خلقي يعيق فيه غشاء البكارة تدفق الطمث أو الإفرازات المهبلية أخرى. الشذوذ المهبلي الآخر هو الحاجز المهبلي المستعرض، والذي يسد القناة المهبلية جزئيًا أو كليًا. يجب تحديد السبب الدقيق للانسداد قبل إصلاحه، لأن الجراحة التصحيحية تختلف باختلاف السبب. في بعض الحالات مثل رتق المهبل المعزول، قد تبدو الأعضاء التناسلية الخارجية طبيعية.

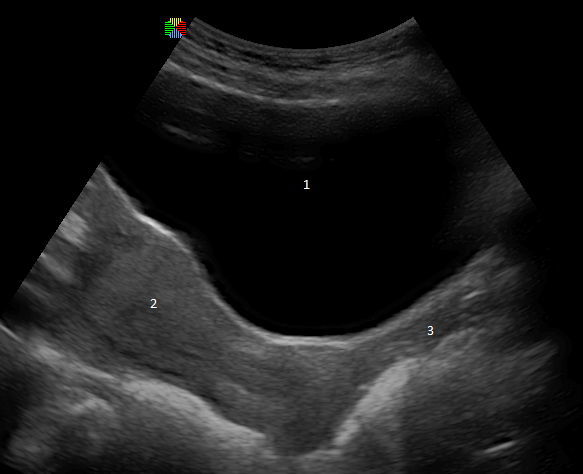
تصوير بالموجات فوق الصوتية يظهر المثانة البولية (1) والرحم (2) والمهبل (3)

تتسبب النواسير (وهي فتحات غير طبيعية) بدخول البول أو البراز إلى المهبل مما يؤدي إلى الإصابة بسلس البول. ونظرًا لقرب المهبل من المسالك البولية والجهاز الهضمي فإنه يكون عرضة لتكوين الناسور. تشمل الأسباب المحددة لظهور الناسور: الولادة المتعسرة، واستئصال الرحم، والسرطان، والإشعاع، وبضع الفرج، واضطرابات الأمعاء. في حالات قليلة جدًا يكون الناسورالمهبلي ناتجًا عن عيوب خلقية. ولعلاج النواسير تستخدم تقنيات جراحية مختلفة، أما إذا تُركت النواسير دون علاج، فإنها يمكن أن تسبب عجزًا شديدًا ولها تأثير سلبي على جودة حياة. يعتبر نزع الأحشاء المهبلي من المضاعفات الخطيرة لاستئصال الرحم، والذي يحدث عندما تتمزق الكفة المهبلية، مما يسمح للأمعاء الدقيقة بالظهور من المهبل.
قد تؤثر الأكياس أيضًا على المهبل. يمكن أن تتطور أنواع مختلفة من الخراجات المهبلية على سطح الظهارة المهبلية أو في طبقات أعمق من المهبل ويمكن أن تنمو لتصل إلى 7 سم. غالبًا ما يعثر عليها بالصدفة أثناء الفحص الروتيني للحوض. يمكن أن تحاكي الأكياس المهبلية الهياكل الأخرى التي تبرز من المهبل مثل فتق المستقيم والفتق المثاني. تشمل الأكياس التي يمكن العثور عليها: كيسة قناة مولر، وكيسة قناة غارتنر، والكيسة البشرانية. من المرجح أن يتطور الكيس المهبلي عند النساء اللائي تتراوح أعمارهن بين 30 و 40 عامًا. ويقدر أن امرأة واحدة من بين 200 امرأة مصابة بكيس مهبلي. كيس بارثولين هو من أصل فرجي وليس مهبلي، لكنه يظهر على شكل كتلة عند فتحة المهبل، وهو أكثر شيوعًا عند النساء الأصغر سنًا وعادة ما يكون بدون أعراض، ويمكن أن يسبب الألم إذا تشكل خراج، ويسد مدخل الدهليز الفرجي إذا كان كبيرًا، ويعيق المشي أو يسبب ألم عند الجماع.

## أمراض والتهابات المهبل

### جفاف المهبل
جفاف المهبل (colpoxerosis) هي مشكلة عامة تصيب النساء أثناء وبعد سن اليأس، مع ملاحظة أن نقص اللزوجة يمكن أن يحدث في أي سن. جفاف المهبل يجعل من الجماع عملية غير مريحة. من علامات واعراض جفاف المهبل: جفاف، حكة، إحساس بالحرقة، ألم أو نزف خفيف أثناء ممارسة الجنس، زيادة الحاجة للتبول. من كل عشرة نساء يصلن سن اليأس، أربعة يعانين من علامات واعراض جفاف المهبل.
توجد طبقة رقيقة من المخاط الرطب تغلف جدران المهبل. التغيرات الهرمونيه خلال دورة الطمث أثناء نمو المرأة تؤثر في مقدار واتساق هذه الطبقة. يتكون المخاط داخل المهبل بمعظمه من سائل شفاف يرشح من جدران الاوعية الدموية المطوقة للمهبل. عند الإثارة الجنسية، يتدفق المزيد من الدم إلى الحوض، موفراً المزيد من السوائل المشحمة. التغيرات الهرمونية عند انقطاع الحيض أو الولادة أو الرضاعة الطبيعية قد تعرقل هذه العملية.
هناك عدة أسباب لجفاف المهبل منها متلازمة شوغرن وهي اضطراب مناعي، حيث يقوم جهاز المناعة بمهاجمة الانسجة السليمة. هذه المتلازمة تؤدي إلى أعراض مثل جفاف العينين والفم، كما يمكن لها أن تسبب جفاف المهبل، وأيضا عملية تطهير المهبل بواسطة سائل غسل خاص تعرقل التوازن الكيميائي العادي في المهبل ويمكن أن تتسبب في التهاب (المهبل)، بالإضافة إلى انخفاض مستويات الإستروجين وهو السبب الرئيسي لجفاف المهبل. الإستروجين هرمون أنثوي يساعد على ابقاء الانسجة المهبليه صحيه عن طريق الحفاظ على تزييت المهبل الطبيعي، ومرونة الانسجة والحموضة، هذه العوامل تشكل دفاع طبيعي ضد الالتهابات المهبلية والتهابات المسالك البولية. مع انخفاض مستويات الإستروجين ينخفض الدفاع الطبيعي، مما يؤدي إلى بطانة مهبلية أرق واقل مرونة وأكثر هشاشة.
مستويات الإستروجين يمكن أن تنخفض لعدد من الأسباب منها: انقطاع الطمث، الولادة، الرضاعة الطبيعية، تأثير علاجات السرطانات على المبايض، بما في ذلك العلاج بالإشعاع، والعلاج الكيميائي والعلاج الهرموني، جراحة ازالة المبايض، الاضطرابات المناعيه، تدخين السجائر، عدم التكيف في الجنس، كثرة الجماع. كما يمكن أن تتسبب أدوية الحساسية والزكام، وكما هو الحال مع مضادات الاكتئاب، بانخفاض الرطوبة في أجزاء كثيرة من الجسم، بما في ذلك المهبل. بالإضافة إلى الادوية المضادة للإستروجين، مثل تلك المستخدمة لعلاج سرطان الثدي، يمكن أن تؤدي إلى جفاف المهبل.

### النابتة الجرثومية
النابتة الجرثومية (بالإنجليزية: Bacterial Vaginosis) هي حالة مرضية عند الإناث، حيث يصاب التوازن الطبيعي للبكتيريا في المهبل بالإضطراب بحيث يتم فرط نمو لبكتيريا معينة مقارنة مع باقي أنواع البكتيريا التي تعيش بشكل طبيعي في المهبل. هذة الإصابة قد يصاحبها في بعض الأحيان إفرازات، رائحة، ألم، حكة، أو حرق.
سبب حدوث النابتة الجرثومية ليس مفهوما تماما من ناحية طبية. الحالة مرتبطة بخلل في توازن البكتيريا في المهبل. المهبل يتضمن أنواع مختلفة من البكتيريا معظمها في العادة بكتيريا «جيدة»، ونسبة أقل بكتيريا «ضارة». لوحظ تطور النابتة الجرثومية عند حدوث زيادة في البكتريا الضارة.
هناك العديد من الأسئلة التي لم يجاوب عنها الطب حول الدور الذي تقوم به البكتريا الضارة لحدوث النابتة الجرثومية. يمكن لهذه الحالة أن تصيب أية امرأة. غير أن بعض الأنشطة أو السلوكيات التي تقوم بها النساء يمكن أن تلعب دورا في اختلال التوازن الطبيعي للبكتيريا في المهبل وترفع احتمال إصابة المرأة:
- تغير الشريك الذي يمارس الجنس مع المرأة أو تعددهم في نفس الوقت
- الغسل المهبلي

إلا أنه من غير الواضح ما هو الكيفية التي تلعبها تلك النشاطات الجنسية مع أفراد مختلفين بتطوير النابتة الجرثومية. لا يمكن للمرأة أن تصاب بالنابتة الجرثومية من مقاعد المرحاض، الفراش، وحمامات السباحة، أو لمس الأشياء من حولهم. المرأة التي لم تمارس الجنس يمكن أن تصاب أيضا.
علامات النابتة الجرثومية
النساء المصابة بالنابتة الجرثومية قد تصاب بزيادة إفرازات المهبل بصورة شاذة مع رائحة كريهة. البعض أبلغ عن رائحة قوية تشبه رائحة السمك، وخصوصا بعد الجماع. الإفرازات عادة ما تكون بيضاء أو حليبية، بل يمكن أن تكون خفيفة. النساء المصابة قد تصاب بالحرقة أو الحكة أثناء التبول. ومع ذلك، فإن معظم النساء المصابات بالنابتة الجرثومية لم يظهرن أي بوادر أو أعراض على الإطلاق.
مضاعفات النابتة الجرثومية
وفي معظم الحالات، لا تسبب النابتة الجرثومية أية مضاعفات. ولكن هناك مخاطر لا يمكن تجاهلها:
- النساء المصابة بالنابتة يواجهن خطورة أعلى للإصابة بالايدز عند ممارسة الجنس مع شخص مصاب بفيروس نقص المناعة البشرية.
- فرص إصابة الرجل بعد ممارسة الجنس مع امرأة مصابة بكل من النابتة والأيدز أعلى من فرص إصابة الرجل عند ممارسته الجنس مع امرأة مصابة بالأيدز وحده.
- ارتبطت النابتة مع زيادة الالتهابات بعد عمليات جراحية مثل استئصال الرحم أو الإجهاض.
- الحوامل المصابة بالنابتة الجرثومية قد تتشكل عندها مضاعفات حمل، مثل الولادة المبكرة.
- النابتة تزيد فرص المرأة لالتقاط أمراض تنتقل بالاتصال الجنسي، مثل الهربس البسيط، السيلان والكلاميديا.

### ضمور المهبل
ضمور المهبل (بالإنجليزية: Vaginal atrophy) هو ضمور والتهاب جدران المهبل بسبب إنخفاض الاستروجين. يحدث ضمور المهبل في أغلب الأوقات بعد إنقطاع الطمث، ولكنه يمكن أيضا أن يحدث أثناء الرضاعة الطبيعية أو في أي وقت ينخفض به إنتاج الجسم للاستروجين. تشير بعض الدراسات إلى أن أكثر من نصف النساء في مرحلة انقطاع الطمث يعانين من ضمور المهبل. ضمور المهبل يجعل الجماع مؤلم مما يضعف اهتمام المرأة في الجنس. علاج ضمور المهبل متاح وسهل جدا.
الأعضاء التناسلية مرتبطة ارتباطا وثيقا مع وظائف الجهاز البولي. الضمور يؤثر على الجهاز البولي (الضمور التناسلي البولي (بالإنجليزية: genitourinary atrophy)، حيث ستزداد وتيرة التبول أو الحاجة الملحة للتبول. بعض النساء ستصاب بالتهابات المسالك البولية أو السلس.
من الممكن حصول ضمور المهبل دون أي علامات أو أعراض مزعجة. ولكن مع حدوث ضمور يتراوح بين الاعتدال والشدة، من الممكن حدوث جفاف، حرقة، إفراز مائي مهبلي، حرقة مع التبول، إلحاح أكثر على التبول، التهابات المسالك البولية، السلس البولي، نزيف بسيط بعد الجماع، ألم بسيط وعدم راحة عند الجماع.
قد تشعر المصابة كما لو كان المهبل عندها قد صغر، وقد يكون ذلك صحيحا فعلا، فالضمور المهبلي يمكن أن يؤدي إلى قصر وضيق قناة المهبل.

### سرطان المهبل
سرطان المهبل هو نوع نادر من سرطان الجهاز التناسلي للإناث. 3 ٪ فقط من حالات السرطان النسائية هي مهبليه.
يبدأ سرطان المهبل عندما تبدأ الخلايا الطبيعية في المهبل بالتغيير، تنمو بدون سيطرة، ولا تموت، لتشكل كتلة الورم. هناك أربعة أنواع من السرطان المهبلي:
- سرطان الخلايا الحرشفية (بالإنجليزية: Squamous cell carcinoma) وهو نوع من سرطان الجلد الذي يبدأ في خلايا بطانة المهبل، في معظم الأحيان في المنطقة الأقرب لعنق الرحم. وهو يشكل 85 ٪ إلى 90 ٪ من حالات السرطان في المهبل. هذا النوع يتطور ببطء خلال حالة احتمال التسرطن (تغييرات في الخلايا قد تؤدي إلى، وليس دائما، تطور السرطان)
- سرطان غدّي (بالإنجليزية: Adenocarcinoma). يبدأ في أنسجة الغدد المهبليه. وتمثل ما بين 5 ٪ إلى 10 ٪ من حالات السرطان في المهبل.
- سرطان غدّي ذو خلايا صافية (بالإنجليزية: Clear cell adenocarcinoma). هذا السرطان يصيب النساء في عمر الشباب واللاتي أخذن عقار ثُنائِيُّ إِيثيل ستِيلْبوستيرول (بالإنجليزية: diethylstilbestrol) خلال فترة حملهن بين اواخر الأربعينات وعام 1971. ومن المقدر ان امرأة واحدة من كل 1000 تناولن هذا العقار ستطور حالة سرطان المهبل.
- ورم ميلاميني، (بالإنجليزية: Melanoma).هو نوع آخر من سرطان الجلد عادة ما يظهر على الجلد المتعرض للشمس، ولكنه يمكن أن يبدأ على جلد المهبل أو غيره من الأجهزة الداخلية. في كثير من الأحيان يظهر الورم الملاميني الداكن اللون ضمن الجزء الأسفل أو الخارجي من المهبل.

## الوقاية والعلاج

### التنظير
تنظير المهبل (بالإنجليزية: colposcopy) هو إجراء طبي يمكن الطبيب من فحص المهبل وعنق الرحم عن كثب. فبواسطة منظار المهبل (بالإنجليزية: colposcope)، يمكن تسليط الضوء على عنق الرحم وتضخيم الصورة ليراها الطبيب. في بداية التنظير، تستلقي المريضة على ظهرها وتضع قدميها في ركاب خاص يرفعهما. يقوم بعده الطبيب بإدخال المنظار في المهبل. يضع الطبيب عادة محلول يحتوي على خل ضمن منطقة عنق الرحم والمهبل بواسطة قطنة أو مسحه. الخل يجعل الانسجة الشاذة بيضاء اللون حتى يمكن تحديدها ودراستها لتقيم أفضل.

### الخزعة
هي عملية إستئصال جزء صغير من النسيج الجلدي أو الأورام التي يشك فيها الطبيب الإصابة ببعض الأمراض الأورام الخبيثه أو الأمراض الجلدية الخبيثة أو الخطرة والمعدية وإجراء عملية الزراعة (culter) المختبرية لتلك العينة التي تم استئصالها من النسيج المراد معرفة ماهية نوع الإصابة الجلدية أو الورم وعلى أساس هذا الإجراء يتم التداخل العلاجي الخاص لذلك من قبل الطبيب المعالج المختص.

### الدش المهبلي
المواد الكيميائية المستعملة في عملية دش المهبل قد تهيج المهبل وتغيير التوازن الطبيعي للجراثيم ضمنه. الغسل يمكن أيضا أن ينقل العدوى من المهبل إلى الرحم، ويرفع خطورة الإصابة بمرض التهاب حوضي (بالإنجليزية: pelvic inflammatory disease). مرض الاتهاب الحوضي يصيب في العادة قنوات فالوب ويمكن أن يؤدي إلى العقم.
غسل المهبل ليس ضروري ليبقى الجسم نظيفا. فالروائح التي تصدر يكون مصدرها في العادة من خارج المهبل (الفرج). يمكن تنظيف الفرج بالماء والصابون اللطيف لمنع الروائح